# Ольгомель
Ольго́мель (бел. Альгомель) — деревня в Столинском районе Брестской области Беларуси. Входит в состав Большемалешевского сельсовета. Расположена в 61 км от Столина, в 296 км от Бреста, в 68 км от железнодорожной станции Горынь. Население — 1022 человека (2019).

## История
Впервые упоминается 1509 году как собственность православной церкви в составе Пинского повета Берестейского воеводства.
После Второго раздела Речи Посполитой в 1793 году в составе Туровской волости Мозырского уезда Минской губернии Российской империи. Около 1528 года построена Воскресенская церковь. В 1886 году работал православный приход.
С 1921 по 1939 годы в составе Хорской гмины Лунинецкого повята Полесского воеводства Польши. С 1939 года в составе БССР. С 12 октября 1940 года по 16 июля 1954 года центр сельсовета.
C июля 1941 года по июль 1944 года была оккупирована немецко-фашистскими войсками.
В состава колхоза «Полессье».

## Население
Население деревни на 2019 год составляло 1022 человека.
| 1816 | 1886  | 1921  | 2005  | 2009   | 2019   |
| ---- | ----- | ----- | ----- | ------ | ------ |
| 110  | ▲ 167 | ▲ 446 | ▲ 988 | ▲ 1023 | ▼ 1022 |

## Культура
- Церковь Святой Марии МагдалиныДом культуры

## Достопримечательность
- Воскресенская церковьЦерковь Святой Марии Магдалины (1994)
- Воскресенская церковь — памятник народного деревянного зодчества (1817) —  Историко-культурная ценность Республики Беларусь, шифр 112Г000665.